# Линга
Линга (на индонезийски: Kepulauan Lingga) са група острови в южната част на Южнокитайско море, разположени между полуостров Малака на север и остров Суматра на юг, от който ги отделя протокът Берхала, принадлежащи на Индонезия. Общата им площ е 2267 km². Най-големи острови са: Синкеп (828 km²), Линга (826 km²), Себанка, Бакунг, Темианг и др. Към 2020 г. населението е 98 600 души. Максималната височина е връх Даик (1165 m) на остров Линга. Покрити са с влажни вечнозелени екваториални гори. На остров Синкеп са разработват находища на калай. Основен поминък на населението е риболовът и износът на чай, копра и дъбилен екстракт от растението гамбир (лат. Uncaria gambir).